# Ichirō Saitō
Pour les articles homonymes, voir Saito.
Ichirō Saitō (斉藤一郎, Saitō Ichirō) né le 23 août 1909 et mort le 16 novembre 1979, est un compositeur japonais de musique de film.

## Biographie
Ichirō Saitō a composé plus de 330 musiques de film entre 1938 et 1970.
Il a fait ses études à l'université de musique de Kunitachi.

## Filmographie partielle
- 1939 : Ie naki musume (家なき娘?) de Seiichi Ina[2]
- 1947 : Récit d'un propriétaire (長屋紳士録, Nagaya Shinshiroku?) de Yasujirō Ozu
- 1951 : La Danseuse (舞姫, Maihime?) de Mikio Naruse
- 1951 : Nuages épars (わかれ雲, Wakare-gumo?) de Heinosuke Gosho
- 1952 : La Vie d'O'Haru femme galante (西鶴一代女, Saikaku ichidai onna?) de Kenji Mizoguchi
- 1952 : L'Éclair (稲妻, Inazuma?) de Mikio Naruse
- 1952 : La Mère (おかあさん, Okaasan?) de Mikio Naruse
- 1953 : Un couple (夫婦, Fûfu?) de Mikio Naruse
- 1953 : Épouse (妻, Tsuma?) de Mikio Naruse
- 1953 : Les Contes de la lune vague après la pluie (雨月物語, Ugetsu monogatari?) de Kenji Mizoguchi
- 1953 : Frère aîné, sœur cadette (あにいもうと, Ani imôto?) de Mikio Naruse
- 1953 : Les Musiciens de Gion (祇園囃子, Gion bayashi?) de Kenji Mizoguchi
- 1953 : Lettre d'amour (恋文, Koibumi?) de Kinuyo Tanaka
- 1954 : Le Grondement de la montagne (山の音, Yama no oto?) de Mikio Naruse
- 1954 : Derniers Chrysanthèmes (晩菊, Bangiku?) de Mikio Naruse
- 1954 : Calendrier de femmes (女の暦, Onna no koyomi?) de Seiji Hisamatsu
- 1955 : Nuages flottants (浮雲, Ukigumo?) de Mikio Naruse
- 1956 : Le Cœur d'une épouse (妻の心, Tsuma no kokoro?) de Mikio Naruse
- 1957 : Momotarō le samouraï (桃太郎侍, Momotarō samurai?) de Kenji Misumi
- 1958 : Nuages d'été (鰯雲, Iwashigumo?) de Mikio Naruse
- 1958 : La Vengeance des loyaux serviteurs (忠臣蔵, Chūshingura?) de Kunio Watanabe
- 1958 : Anzukko (杏っ子, Anzukko?) de Mikio Naruse
- 1958 : Le Héron blanc (白鷺, Shirasagi?) de Teinosuke Kinugasa
- 1960 : Filles, épouses et une mère (娘・妻・母, Musume tsuma haha?) de Mikio Naruse
- 1960 : À l'approche de l'automne (秋立ちぬ, Aki tachinu?) de Mikio Naruse
- 1960 : Courant du soir (夜の流れ, Yoru no nagare?) de Mikio Naruse et Yūzō Kawashima
- 1961 : Comme épouse et comme femme (妻として女として, Tsuma to shite onna to shite?) de Mikio Naruse
- 1962 : La Place de la femme (女の座, Onna no za?) de Mikio Naruse
- 1962 : Tuer ! (斬る, Kiru?) de Kenji Misumi
- 1963 : La Famille matrilinéaire (女系家族, Nyokei kazoku?) de Kenji Misumi
- 1963 : L'Histoire de la femme (女の歴史, Onna no rekishi?) de Mikio Naruse
- 1964 : La Légende de Zatoïchi : Mort ou vif (座頭市千両首, Zatōichi senryō-kubi?) de Kazuo Ikehiro
- 1965 : Kyōshirō Nemuri : Le Sabreur et les Pirates (眠狂四郎炎情剣, Nemuri Kyōshirō enjōken?) de Kenji Misumi
- 1967 : Le Banquet (宴, Utage?) de Heinosuke Gosho